# Zymomonas mobilis
Zymomonas mobilis és un bacteri del gènere Zymomonas. que destaca per la seva capacitat de producció de bioetanol, que ultrapassa el llevat en alguns aspectes. Originalment va ser aïllat de begudes alcohòliques com ara el vi de palma africà o el pulque mexicà, i també com a contaminant de la sidra i la cervesa en països europeus.
Una característica interessant de Zymomonas mobilis és que la seva membrana plasmàtica conté hopanoides, compostos pentacíclics similars als esterols eucariotes. Això li permet tenir una extraordinària tolerància a l'etanol en el seu ambient, al voltant del 13 per cent. El genoma de la soca ZM4 de Z. mobilis ha estat seqüenciat; conté 2.056.416 pb i inclou 1.998 gens que codifiquen proteïnes. Aixòva  revelar que Z. mobilis només pot metabolitzar la glucosa a través de la via d'Entner-Doudoroff i no és capaç d'utilitzar la via d'Embden-Meyerhof-Parnas.

## Producció d'etanol
Zymomonas mobilis degrada sucres a piruvat utilitzant la via d'Entner-Doudoroff. El piruvat és fermentat i produeix etanol i diòxid de carboni com a únics productes (anàlogament al llevat). Els avantatges de Z. mobilis per davant de Saccharomyces cerevisiae pel que fa a la producció de bioetanol són: una major absorció de sucre i de rendiment d'etanol (fins a 2,5 vegades més alta); una inferior producció de biomassa; una major tolerància a l'etanol de fins al 16 per cent (v/v); no requereix l'addició controlada d'oxigen durant la fermentació, i pot ser modificat genèticament.
Tot i aquests avantatges, diversos factors impedeixen l'ús comercial de Zymomonas mobilis en la producció d'etanol cel·lulòsic. L'obstacle més important és que la seva varietat de substrat es limita a la glucosa, la fructosa i la sacarosa. Zymomonas mobilis d'origen natural no pot fermentar sucres C5 com la xilosa i l'arabinosa, que són components importants dels hidrolitzats lignocel·lulòsics. A diferència d'Escherichia coli i els llevats, Z. mobilis no tolera els inhibidors tòxics presents en els hidrolitzats lignocel·lulòsics com ara l'àcid acètic o diversos compostos fenòlics. La concentració d'àcid acètic en hidrolitzats lignocel·lulòsics pot arribar a ser de l'1,5 per cent (v/v), un valor molt per sobre del llindar de tolerància de Z. mobilis.
S'han fet diversos intents per dissenyar varietats de Zymomonas mobilis que superin les seves deficiències inherents. El National Renewable Energy Laboratory (NREL) dels EUA ha fet aportacions significatives en l'ampliació de la seva varietat de substrats per incloure sucres C5 com ara la xilosa o l'arabinosa. S'han desenvolupat soques de Z. mobilis resistents a l'àcid acètic emprant l'enginyeria metabòlica, tècniques de mutagènesi o mutació adaptativa. No obstant això, quan aquestes soques modificades metabolitzen sucres mixtos en presència d'inhibidors, el rendiment i la productivitat són molt més baixos, cosa que impedeix la seva aplicació industrial.
Es va utilitzar un extens procés d'adaptació per millorar la fermentació de xilosa en Zymomonas mobilis. Mitjançant l'adaptació d'una soca a una alta concentració de xilosa, es van produir alteracions significatives del metabolisme. Un canvi notable reduí els nivells de xilitol, un subproducte de la fermentació de la xilosa que pot inhibir el metabolisme de la xilosa de la soca. Una de les raons per a la producció de xilitol era la inferior mutació en un gen que codifica una suposada aldo-ceto reductasa que catalitza la reducció de xilosa a xilitol.